# Aerovaradero
Aerovaradero S.A. ist als Tochtergesellschaft der Corporación de la Aviación Cubana S.A. (CACSA) des Verkehrsministeriums unter Aufsicht des Instituto de Aeronáutica Civil de Cuba (IACC) zuständig für jede Art von Bodendiensten zur Abwicklung von Luftfracht auf allen kubanischen Flughäfen. Der Sitz der Gesellschaft ist in Havanna an der nordwestlichen Ecke des Flughafens Aeropuerto Internacional José Martí, in Wajay, einem Ortsteil des Stadtbezirks Boyeros. Aerovaradero wurde 1963 gegründet.

## Dienstleistungen
Aerovaradero bietet folgende Dienstleistungen an:
1. Annahme, Behandlung, Lagerung und Herausgabe der Frachtgüter an Kunden in den Lagern und Kühlhäusern an den Flughäfen und den zwei Lägern in der Stadt Havanna.
2. Transport von Luftfracht zwischen Flugzeug und den Frachtterminal.
3. Weiterleitung von Frachtgütern im nationalen und internationalen Transit.
4. Zollabfertigung
5. Vertretung von Fluggesellschaften beim Verkauf von Lufttransportdienstleistungen
6. Transport von Fracht, multimodal zu Land, zu Wasser und der Luft.
7. Vermietung von Büroflächen an in der Luftfracht tätige Institutionen

## Infrastruktur
Aerovaradero betreibt Lagerhäuser und -flächen sowie Kühlhäuser, darunter auch für tiefgefrorenes, an
- Camagüey, Aeropuerto Internacional Ignacio Agramonte
- Holguín, Aéropuerto Frank País
- Isla de la Juventud, in Gerona
- Santiago de Cuba, Aéropuerto Antonio Maceo

zwei Terminals am Flughafen von Havanna
- am Terminal 1, dem ursprünglichen Abfertigungsgebäude an der Nord-Süd-Ecke des Flughafengeländes
- auf der Nordseite zwischen Terminal 2 und 3

sowie
- die Läger der Fa. ELCA (Empresa Logística de Carga Aérea)

und schließlich zwei Läger und Annahmestellen in zentralen Bereichen der Stadt Havanna.

## Beteiligungen
Anfang April 2002 wurde am Flughafen Havanna das Terminal des cubanisch-spanischen Joint-Ventures ELCA (Empresa Logística de Carga Aérea) eröffnet. Spanischer Partner ist die Firma Cargosur, eine Tochtergesellschaft der Iberia.
Dies Terminal mit 1402 m² Lagerflächen und 2210 m³ Kühl- und Gefrierkammern dient ausschließlich dem internationalen Transit der Iberia zu und von anderen lateinamerikanischen Ländern.